# August Puppe
August Puppe (* 10. Dezember 1903 in Elberfeld; † 1. Oktober 1933 in Wuppertal) war ein deutscher SA-Führer. Er war verantwortlich für zahlreiche von der von ihm geführten Wuppertaler SA im Jahr 1933 begangene Tötungshandlungen und wurde selbst im Oktober 1933 Opfer eines politischen Tötungsaktes.

## Leben und Tätigkeit
Puppe schloss sich um 1930 der SA an, in der er um 1931 die Führung des Sturmes Wuppertal-Mitte übernahm.
Nach dem Machtantritt der Nationalsozialisten im Frühjahr 1933 überzog der von Puppe geführte SA-Sturm („Puppe-Sturm“ oder „Mord-Sturm“) die Stadt Wuppertal mit einem selbst für die damaligen Verhältnisse äußerst brutalen Terror, in dessen Verfolg Puppe und seine Untergebenen zahlreiche politische Gegner der Nationalsozialisten und diesen sonst wie unliebsame Personen umbrachten. Zu den Opfern zählten der KPD-Funktionär Heinrich Born (am 1. März 1933 in einen Steinbruch entführt und erschossen), der Kaufmann und Reichsbannermann Oswald Laufer (am 7. März 1933 vor dem Geschäft seines Vaters in der Wilhelmstraße erschossen), der Jungkommunist Fritz Dähler († 20. März 1933), der Kommunist Erwin Kraehkamp (am 26. Juni 1933 auf offener Straße vor dem Volkshaus in Elberfeld niedergeschossen), der Sozialdemokrat Wolfram Custin (am 26. Juni 1933 in der Elberfelder Simonstraße erschossen), Hans Goersmann (am 26. Juni 1933 nach der Verhaftung im Auto erschossen und in einen Tümpel am Stadtrand geworfen) und der Kommunist Fritz Merseburg (am 28. Juli 1933 misshandelt und erschossen).
Aufgrund seiner Verantwortung für mehr als zwanzig Tote wurde Puppe über Deutschlands Grenzen hinaus als „Totschläger von Elberfeld“ bekannt. So wurde die Weltöffentlichkeit insbesondere in den von exilkommunistischen Kreisen herausgegebenen Braunbüchern über die von Puppe initiierten und mitbegangenen Mordtaten informiert.
Am 1. Oktober 1933 wurde Puppe selbst unter nicht ganz geklärten Umständen getötet. Es wird in der Literatur meist angenommen, dass er von „Kameraden“ aus den Kreisen der Wuppertaler SA und SS getötet wurde. Angeblich wurde er mit einem Dolch im Rücken am Hinterausgang einer Kneipe im Harzgäßchen in Wuppertal gefunden. An seinem Begräbnis nahm unter anderem der Hohenzollernprinz August Wilhelm von Preußen teil.
Paul Zech (1881–1946) verarbeitete Puppe in dem postum veröffentlichten Tatsachenroman Deutschland, dein Tänzer ist der Tod. Dort schrieb er u. a. über ihn:

„Der müßte seine ganze Uniform von oben bis unten mit Totenköpfen vollkleben haben, nicht bloß den einen an der Mütze. Denn wenn der nicht mindestens hundert von unseren Leuten auf dem Gewissen hat, ...Dieser Pferdemetzger regiert hier. Der hat die Macht. Vor dem krauchen sie alle ins Mauseloch, sogar der Oberbürgermeister. Und solch ein Vieh jagt unsere Leute Tag und Nacht durcheinander. Und wenn er einen zu fassen kriegt, der ist erledigt, den muß man mit der Laterne suchen gehn. Manche Frauen haben immerhin noch Glück gehabt und fanden ihre Männer in der Wupper, in der Talsperre oder eingescharrt, oben im Mirker Wald oder auf der Königshöhe.“